# 1942 (jeu vidéo)
Pour les articles homonymes, voir 1942 (homonymie).
1942 est un jeu vidéo de type shoot 'em up à défilement vertical sorti en 1984 sur système d'arcade Z80 Based de Capcom, puis porté par la suite sur de nombreuses autres machines. Il s'agit du premier jeu développé par Yoshiki Okamoto pour Capcom,.
Il a fait l'objet d'un remake en 2008 sur PlayStation 3 et Xbox 360 : 1942: Joint Strike.

## Synopsis
Durant la guerre du Pacifique, un pilote de P-38 américain surnommé Super Ace est chargé d'atteindre Tokyo afin de détruire la flotte aérienne japonaise.

## Musique
La musique de la version Commodore 64 est basée sur le couplet principal de la musique du film Mission 633 réalisé par Ron Goodwin, avec les arrangements de Mark Cooksey.

## Portages et rééditions
- 1986 : Amstrad CPC, Commodore 64, FM-7, MSX, Nintendo Entertainment System, ZX Spectrum
- 1998 : PlayStation et Saturn, dans la compilation Capcom Generation 1
- 2000 : Game Boy Color (Digital Eclipse)
- 2004 : BREW et J2ME (jeu pour téléphone mobile)
- 2005 : PlayStation 2 et Xbox, dans la compilation Capcom Classics Collection (Digital Eclipse)
- 2006 : PlayStation Portable, dans la compilation Capcom Classics Collection: Remixed (Digital Eclipse)
- 2017 : iOS et Android, sous le titre 1942 Mobile

## Réception
1942 est le 4e jeu du développeur japonais Capcom qui lance la société par ce succès.